# Ilmarinen
Ilmarinen (o Seppo Ilmarinen) és un personatge mitològic finès. És el ferrer i forjador etern, l'arquetip del faedor i inventor a les llegendes nòrdiques recompilades al Kalevala. El seu epítet habitual al Kalevala és Seppä o Seppo. Seppo és un nom masculí que significa ferrer en finès.
Ilmarinen és el creador per excel·lència a la mitologia finesa, un mestre artesà en treballs de llautó, coure, ferro, or i plata, però és notòriament desafortunat a l'amor. Entre els treballs llegendaris que realitza s'inclouen fer a mà la volta del cel i armar la forja màgica que li permetrà fabricar el Sampo.

## La forja del Sampo

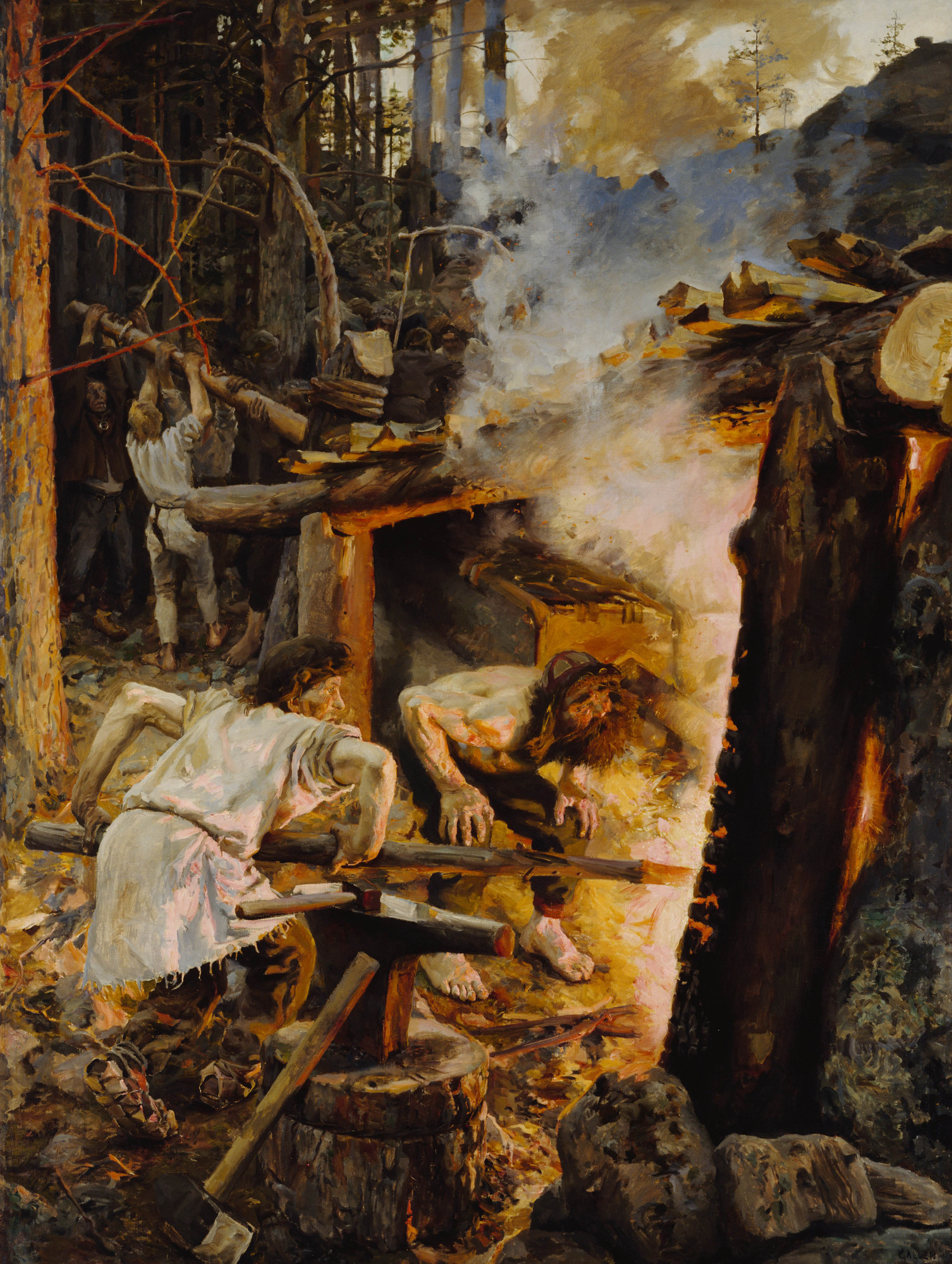
Akseli Gallen-Kallela, La Forja del Sampo.

Quan el vell savi, Väinämöinen, viatjava intensament després de la recerca d'una esposa, va ser atacat i ferit de mort per Joukahainen i després rescatat per la fetillera Louhi de Pohjola. Ella, a canvi de salvar-lo i assegurar-li el retorn, des de les terres del nord al seu lloc d'origen, va sol·licitar llavors que l'heroi li forgués el Sampo, un artefacte màgic, semblant a un molí. Väinämöinen li va contestar que ell no sabia com fer aquesta feina, però que Ilmarinen, estava en condicions de fer-ho.
Va ser així, com Väinämöinen es va comprometre a enviar a Ilmarinen a Pohjola per realitzar la forja del Sampo. Louhi com a compensació per la construcció d'aquest dispositiu meravellós es comprometia, per part seva, a lliurar en matrimoni a la seva filla, la donzella de Pohjola.
En tornar a casa, Väinämöinen va intentar enlluernar Ilmarinen amb descripcions detallades de la bellesa de la donzella, entabanant-lo, de tal manera, que aquest va decidir partir finalment a Pohjola.
Ilmarinen, però, s'adona que es tracta d'una celada, i rebutja l'oferta, però Väinämöinen, no accepta la deserció d'Ilmarinen i el desafia a enfilar-se a un avet i portar la llum de la lluna que brilla tènuement entre les branques. Quan Ilmarinen complia el repte, Väinämöinen, a través de l'entonació d'un conjur, fa que una ràfega de vent el traslladi directament a Pohjola.
Un cop allà, Ilmarinen és acorralat per Louhi, la bruixa desdentada, i la seva filla, la donzella de Pohjola; aquest en veure la bellesa de la donzella, consent facturar, llavors, un Sampo.

## Els dies de cerca del Sampo
Durant tres dies, va buscar el lloc adequat per muntar la gran farga. Un cop trobat el lloc i construït el gresol, va distribuir els metalls i va començar el treball, expandint el foc màgic amb l'ajuda dels esclaus de Pohjola.
El primer dia, Ilmarinen va mirar a l'interior de les flames i va veure que el metall havia pres la forma d'una ballesta, amb un arc d'or. Però l'arc amagava un esperit malvat a dins, que demanava una nova víctima cada dia, així que Ilmarinen decideix, sobre la marxa, trencar-lo i llança novament els trossos de l'arma, dins del foc.
Al segon dia, va aparèixer una nau de metall al foc, amb quadernes d'or i rems de coure. Encara que era un objecte bell per conservar, posseïa un cor malvat, que de manera impacient incitava a la guerra; per això Ilmarinen ho trenca en trossos, també i torna, una vegada més, a atiar la farga amb ells.
Durant el tercer dia, va emergir una vaca de metall, amb les banyes d'or i el sol i les estrelles al front. La jòvia màgica tenia mal humor, de manera que Ilmarinen es veu forçat, una vegada més, a destruir-la i fondre els seus trossos a la forja.
Al quart dia, va sorgir una arada d'or de la farga, amb un rasclet daurat, brillantor de coure i manetes de plata. Però també venia danyat, perquè llaurava sobre camps plantats i praderies llaurades. A la desesperació, Ilmarinen destrueix, una vegada més, la seva creació. Indignat per la manca de resultats, decideix finalment proferir conjurs als quatre vents, per aventar les flames.
Els vents bufen durant tres dies, fins que finalment sorgeix el Sampo, que pren la forma d'un molí màgic que produirà, des de la partida, grans, sal i or. Satisfet, finalment, amb la seva creació, Ilmarinen el presenta a Louhi, que, immediatament, l'atresora en una càmera secreta i blindada al món subterrani, perquè ningú més hi tingui accés. Ufanós Ilmarinen amb la seva troballa, es dirigeix llavors, triomfant, on la donzella de Pohjola, esperant que aquesta compleixi amb la promesa feta per la seva mare. L'heroi li demana, doncs, que consumeixi el matrimoni. La resposta de la donzella és contundent, no abandonarà la seva terra natal, i força, en canvi, a Ilmarinen a marxar de Pohjola i tornar, sol i descoratjat, a la seva terra.